# Schiller-Gymnasium Köln

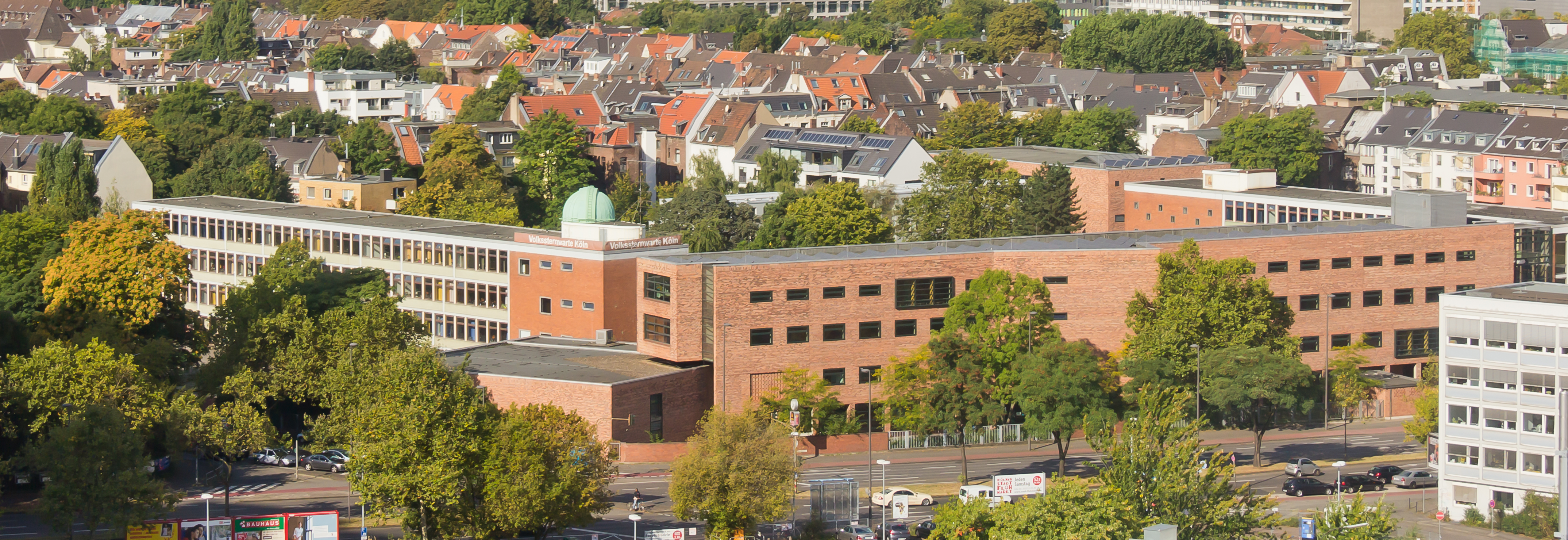
Schiller-Gymnasium Köln, Ansicht vom Justizzentrum

Das Schiller-Gymnasium ist ein Gymnasium im Kölner Stadtteil Sülz. Es liegt in der Nikolausstraße unmittelbar neben dem Elisabeth-von-Thüringen-Gymnasium, mit dem es sich einige Einrichtungen und Kurse teilt. Benannt wurde es nach dem deutschen Dichter Friedrich Schiller.

## Gründung in Köln-Ehrenfeld
Nach der Eingemeindung Ehrenfelds nach Köln im Jahr 1888 beantragten die Bürger 1890 beim Provinzialschulkollegium in Koblenz eine eigene „gymnasiale Lehranstalt“. 1897 wurde eine Privatschule mit gymnasialem Charakter gegründet, aus der 1899 das Städtische Progymnasium zu Köln-Ehrenfeld mit 165 Schülern und 1905 nach den im Februar abgehaltenen ersten Abiturprüfungen endgültig ein Vollgymnasium wurde.
Im selben Jahr jährte sich der Todestag des Dichters Friedrich Schiller zum 100. Mal, und so erhielt die Schule den Namen Städtisches Schiller-Gymnasium zu Köln-Ehrenfeld. Aus dieser Zeit sind der Schule zwei Relikte erhalten geblieben, eine alte Schulfahne und ein Stein mit dem Abbild einer Biene. Bereits 1903 hatte man mit dem Neubau eines Gebäudes zwischen Pius- und Barthelstraße begonnen, in dem auch eine Wohnung für den jeweiligen Direktor integriert war, und das am 26. April 1906 eingeweiht wurde.

## Zwischen den Weltkriegen
Nach dem Ersten Weltkrieg wurde die Schule am 5. Dezember 1918 von britischen Truppen beschlagnahmt und bis April 1919 als Quartier genutzt. 1921 wurde die bisher als rein humanistisches Gymnasium bestehende Schule durch einen mehr auf die Naturwissenschaften und moderne Sprachen achtenden realgymnasialen Zweig erweitert. 1934 wurde Oberstudiendirektor Dr. Albert Maier, dessen Frau jüdischer Abstammung war, abgelöst und durch das NSDAP-Parteimitglied Leopold Schaeben ersetzt. 1936 wurde das Prüfungsfach Hebräische Sprache abgeschafft. 1938 mussten die beiden letzten jüdischen Schüler die Schule verlassen.
Prominente ehemalige Schüler des alten Schiller-Gymnasiums waren Heinz Mohnen, späterer Oberstadtdirektor Kölns, Adolf Süsterhenn, Staatsrechtler und später nordrhein-westfälischer Kultusminister sowie Hans Mayer, Literaturwissenschaftler, und Gereon Goldmann, Franziskanerpater.
Am 1. April 1939 wurde die städtische Schiller-Schule aufgelöst und das Kollegium auf andere städtische Oberschulen verteilt. Das Gebäude wurde enteignet und nahm die Schüler der 7. und 8. Klassen und das Kollegium des ebenfalls aufgehobenen und abgerissenen Apostelgymnasiums auf. Direktor Schaeben blieb in der nunmehr Staatlichen Oberschule für Jungen. Im Sommer genehmigte die Schulbehörde der Rheinprovinz offiziell, „dass die bisherige staatliche Oberschule für Jungen an der Apostelkirche in Köln den Namen der aufgehobenen städtischen Schule übernimmt und als staatliche Schillerschule, Oberschule für Jungen, in Köln-Ehrenfeld geführt wird.“ Der Eingangsstempel vom 12. Juli trägt aber schon den Schriftzug Schillerschule, Staatliche Oberschule für Jungen, Köln-Ehrenfeld. Am 29. Juni 1943 wurde das alte Schulgebäude bei einem Fliegerangriff zerstört. Das Gymnasium nutzte noch ein Jahr die Räumlichkeiten der Eichendorffschule in der Gravenreuthstraße, bis im Oktober 1944 der Schulbetrieb eingestellt wurde. Das Apostelgymnasium wurde nach dem Krieg bereits 1945 wieder neugegründet, das Schillergymnasium zunächst nicht.

## Gegenwart
Im Oktober 1955 genehmigte der Stadtrat für die prosperierenden Stadtteile im Westen die Errichtung zweier neuer städtischer Schulen. Eine dieser Neugründungen wurde zu Beginn des Schuljahres, Ostern 1956, unter Leitung von Oberstudiendirektor Herfs mit zwei Sexten aufgebaut. Zunächst wich man in die Räume verschiedener anderer Gymnasien aus. Als Schulleiter folgte nach Herfs’ Pensionierung Karl Brambring. Am 12. Oktober 1961 konnte der Neubau in der Nikolausstraße in Köln-Sülz bezogen werden. 1966 folgten die ersten Abiturprüfungen nach dem Krieg; das Gymnasium hatte jetzt etwa 700 Schüler, die von 31 Lehrern und zwei Lehrerinnen unterrichtet wurden.
Schulleiter Brambring starb im November 1970, es folgte Richard Lewald. 1972 wurde das Schiller-Gymnasium koedukativ. Ende der 70er Jahre wurde das „Schiller-Forum“ gegründet, eine Vereinigung von Schülern, Lehrern und Eltern zur Förderung des kulturellen Schullebens. 1991 wurde Schulleiter Lewald pensioniert. 1993 wurde Gisbert Gemein neuer Schulleiter, bis dahin leitete Hans Haas die Schule übergangsweise. Die Schule erhielt 2001 einen dreistöckigen Erweiterungsbau. Sie ist heute ein Ganztagsgymnasium mittlerer Größe mit etwa 1000 Schülern. Seit 2015 wird von der Oberstufe hauptsächlich das Gebäude der Volkshochschule und der Rheinischen Musikschule in der Lotharstraße genutzt. Von 2004 bis 2018 war Anni Schulz-Krause Schulleiterin. Georg Scheferhoff leitet seit dem 20. Februar 2019 die Schule.

## Sternwarte
Auf dem Dach der Schule wurde 1962 die ehrenamtlich betriebene Volkssternwarte Köln installiert.

## Ehemalige Schüler
- Hermann Klamt (1884–1950), Jurist und Mitglied des Preußischen Landtags
- Felix Kuetgens (1890–1976), Direktor der städtischen Museen in Aachen
- Albert Gilles (1895–1989), Landrat
- Vitalis Pantenburg (1901–?), Schriftsteller
- Hans Mayer (1907–2001), Literaturwissenschaftler
- Heinz Küpper (1909–1999), Sprachwissenschaftler
- Hans Salentin (1925–2009), Bildhauer
- Heiner Wittmann (* 1955), Romanist und Historiker
- Nina Vorbrodt (* 1972), Schauspielerin
- Mariana Leky (* 1973), Schriftstellerin[6]
- Denis Moschitto (* 1977), Schauspieler
- Christopher Annen (* 1990), Henning May (* 1992), Severin Kantereit (* 1992), Musiker von AnnenMayKantereit
- Ferdinand Schwarz (* 1997), Musiker

## Ehemalige Lehrer
- Werner Beutler (1924–2025)
- Bernhard Blume (1937–2011), Künstler[7]